# Saab 210

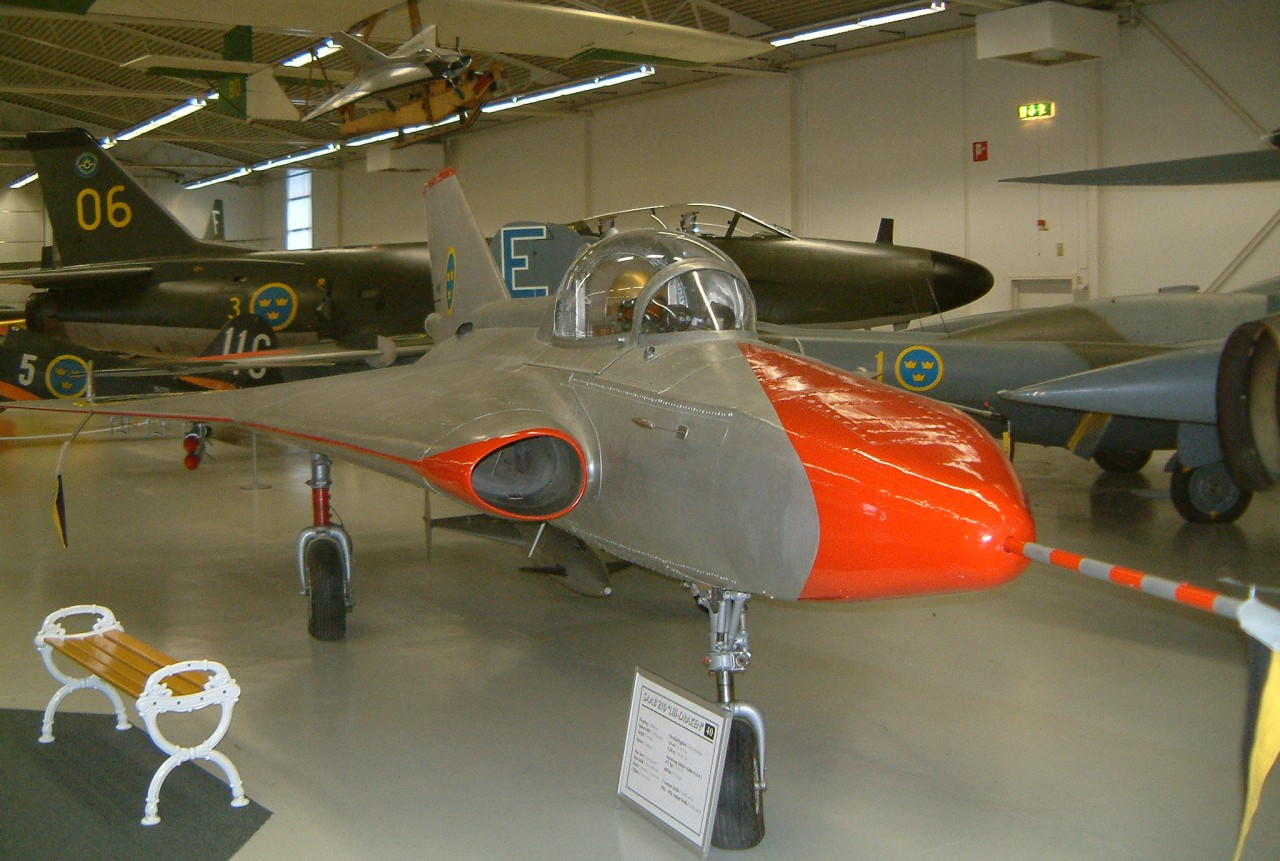
Saab 210 på Flygvapenmuseum

Saab 210 (Lilldraken) var ett provflygplan byggt i en mindre skala inför utvecklingen av dubbel-delta konceptet till Saab 35 Draken. Även om det aldrig officiellt gavs något annat namn än Draken av Saab, fick den det inofficiella smeknamnet Lilldraken efter den första flygningen av prototypen av Saab 35 (Lilldraken är alltså en retronym).
Saab 210:s första flygning utfördes den 21 januari 1952. Namnet Draken kom från dess likhet rakt uppifrån i formen med en 'flygande drake', och hade ingenting med det eldsprutande sagodjuret att göra.
Under Stockholms 700-årsfirande den 6 juni 1953 medverkade Saab 210 i en flyguppvisning över centrala Stockholm. Flygplanet finns numera som utställningsobjekt vid Flygvapenmuseum i Linköping.
Sista flygningen gjordes 25 oktober 1956 efter 887 flygningar och en total flygtid av 286 timmar.

## Bakgrund

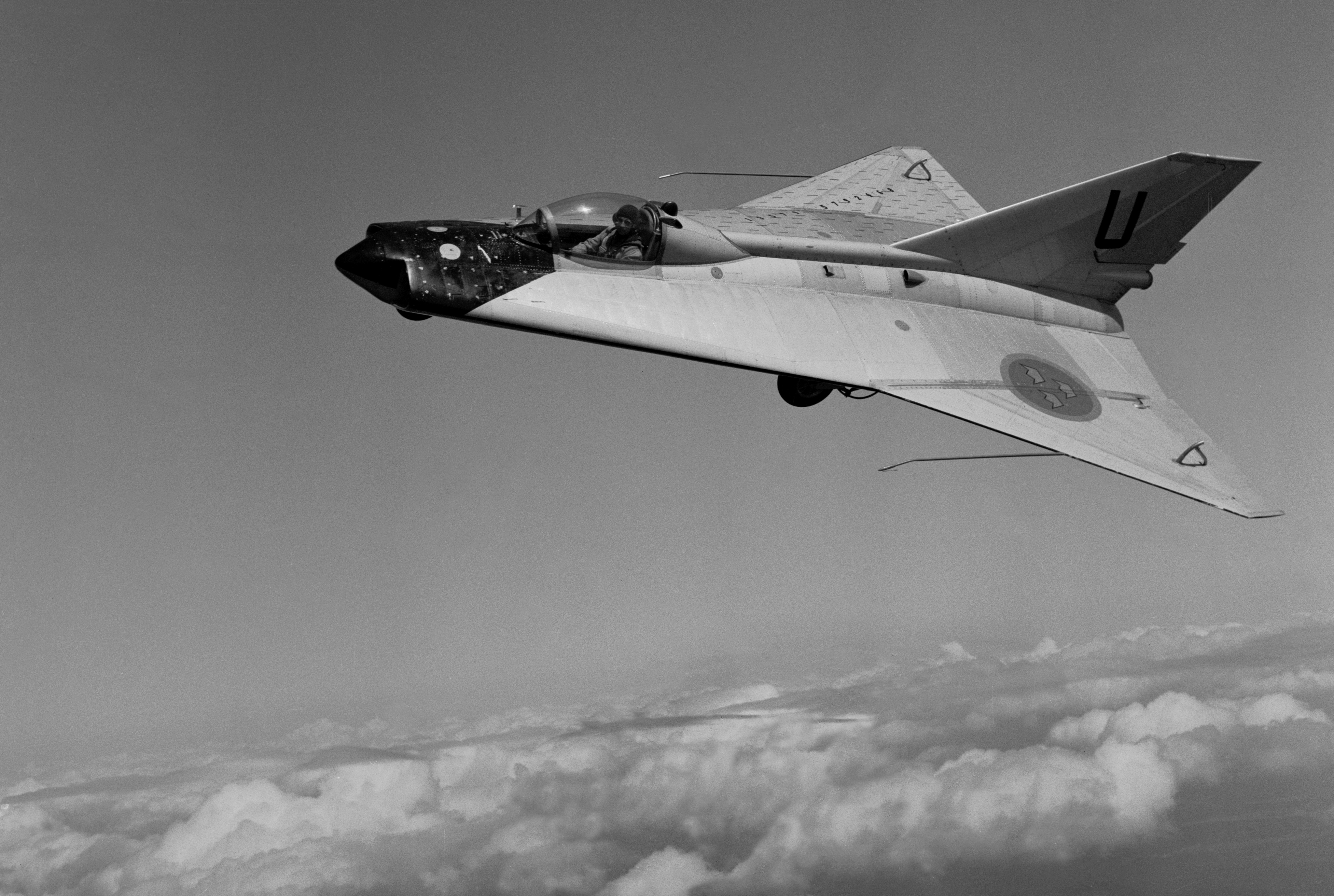
Saab 210 innan ombyggnaden av nospartiet

Saab 35 Draken var Saabs första överljudsplan-projekt, designat för att flyga ikapp och slå ut fiendens bombflyg och jaktflyg. 
Lilldraken byggdes som prototyp för att testa den innovativa konstruktionen med deltavinge och anpassningar för överljudshastighet innan man byggde fullskaleversioner av konstruktionen. Visserligen skulle Lilldraken inte flyga i överljudsfart, men den slutliga produkten Saab 35 Draken måste kunna flyga bra i såväl överljudsfart som i underljudsfart i en och samma konstruktion. 

### Man var mycket mer beroende av tester innan datorerna fanns
Deltavinge och överljudsfart var helt nya kapitel i flygteknikens utveckling och krävde omfattande tester. För Saab 29 Tunnan och Saab 32 Lansen byggde man till stor del på erfarenheter från den tyske ingenjören doktor Hermann Behrbohm (tidigare vid Messerschmitt) som rekryterades (1951) till Saab och dokumentaton från Messerschmitt som Frid Wänström lyckades förvärva i Schweiz 1945. 
På den här tiden hade man inte hjälp av datorer och flygsimulatorer utan allt var beräknat manuellt med räknesticka, varför vindtunneltester och prototypflygningar med testpiloter var av mycket större betydelse. Det kraschades mycket mer än vad som skulle vara acceptabelt senare, en del testpiloter omkom och ansågs vara de stora hjältarna. En nedskalad version är helt enkelt billigare att framställa och ger de svar man önskade få ut av de initiala flygtesterna.

### Deltavinge och inre kanalisering i överljudsfart
Lilldraken fungerade bra, framför allt testerna med deltavingen. Man hade vidare studier av de inre aerodynamiska strömmarna i flygkroppen och utblåset och gjorde ombyggnader för det, samt testade ombyggnader av kanaliseringen på något exemplar av Lansen. 

### Luftintagen och pilotens sikt
Man ville framför allt omforma planets framdel, luftintagen. Skälet var att med luftintag i nosen så hindrade det pilotens sikt och man önskade få ner vikten på konstruktionen. Varje vikt man kunde minska ökade planets lastförmåga av vapen och bränsle. Så efter ytterligare beräkningar och vindtunneltest som visade på att man kunde ha sidoluftintag på överljudsplan, byggdes frontpartiet av Lilldraken om och fungerade bra i de efterföljande testerna. Samma design applicerades på fullskaleplanet J35 Draken och fungerade bra. 

### Unika steg i flygteknikutvecklingen
Deltavingedesignen var för tiden helt ny och så också sidoluftintagen, vilket kom att bli norm internationellt för framtidens militärflygplan av den här typen.

## Tekniska data i förhållande till Saab 35

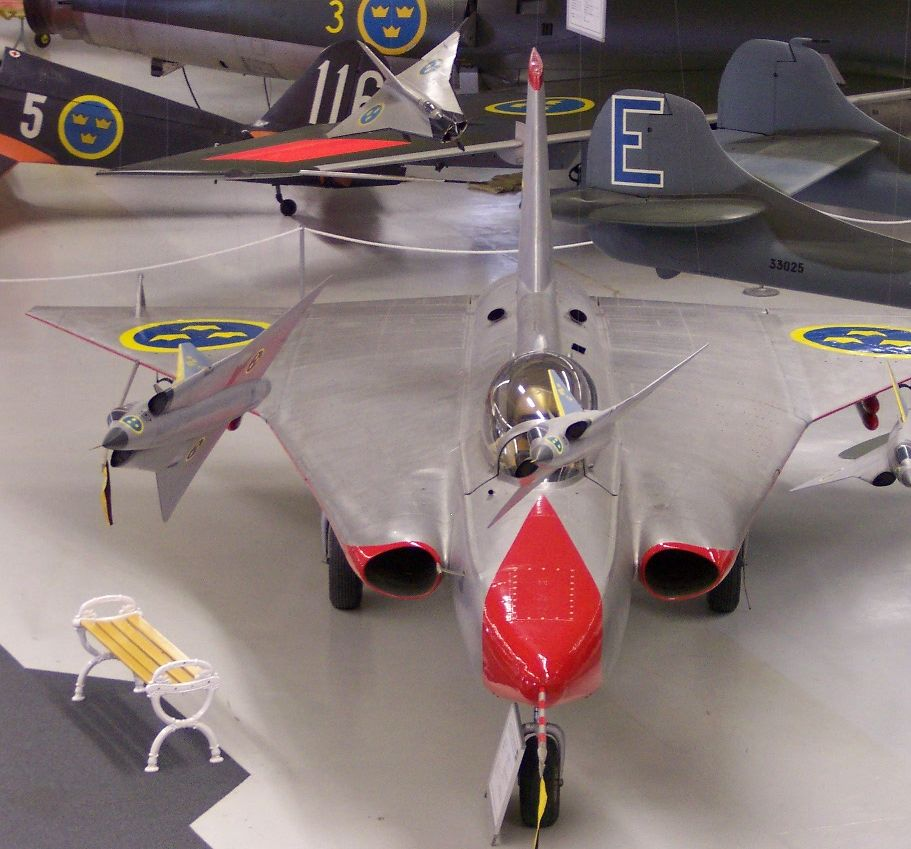
Saab 210 framifrån

| Koncept               | Provflygplan                | Jaktflygplan            |   |   |
| Vingspann             | 6,35 meter                  | 9,42 meter              |   |   |
| Längd                 | 8,80 meter                  | 15,34 meter             |   |   |
| Vingens svepningsgrad | inne 70° ute 50°            | inne 80° ute 57°        |   |   |
| Motor                 | en Armstrong Siddeley Adder | en Rolls-Royce Avon 300 |   |   |
| Kraft                 | 476 kp                      | 7 830 kp                |   |   |
| Max. hastighet        | 555 km/h                    | 2 125 km/h              |   |   |
| Besättning            | 1                           | 1                       | 1 | 1 |